# Ramadan Shallah

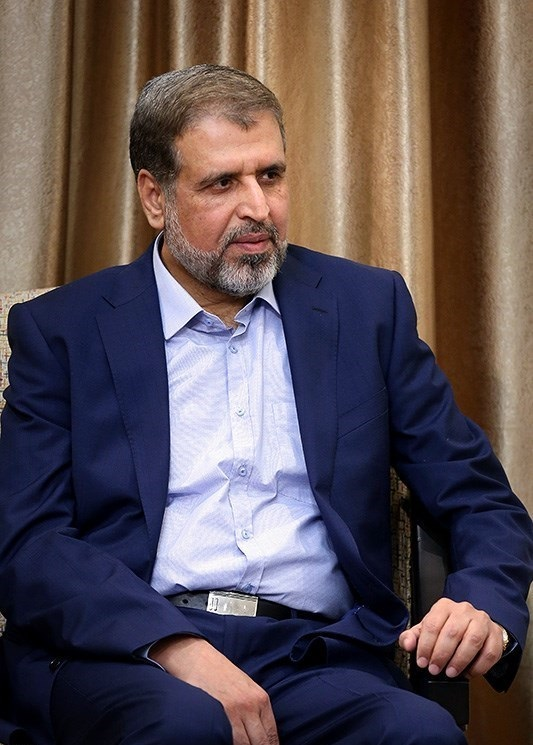
Ramadan Schallah (2016)

Ramadan Abdullah Mohammad Schallah (arabisch رمضان عبد الله شلح, DMG Ramaḍān ʿAbd Allāh Šallaḥ; * 1. Januar 1958 in Schudscha'iyya, Gaza-Stadt; † 6. Juni 2020 in Beirut, Libanon) war ein palästinensischer Ökonom. Er gilt als einer der Gründer des „Islamischen Dschihad“ (PIJ).

## Leben
Ramadan Schallah studierte Wirtschaftswissenschaften („Banking and Economics“) an der University of Durham in England, wo er zum Ph.D. promoviert wurde. Nach der Ermordung von Fathi Schakaki 1995 auf Malta wurde Ramadan Schallah Generalsekretär des „Islamischen Dschihad“ (PIJ).
Im Oktober 2003 veröffentlichte Israel eine Karte über das „Terrornetz Damaskus“, um nachzuweisen, dass Syrien die Angriffe gegen Israel indirekt unterstützte. „Auf dieser Karte sind die Wohnungen der Hamas-Mitglieder Chaled Meschal und Musa Abu Marsuk eingezeichnet. Zudem zeigt die Karte die Wohnungen von Dschihad-Führer Ramadan Shallah und von Ahmad Dschibril, dem Anführer der ‚Volksfront zur Befreiung Palästinas – Generalkommando‘.“
Am 24. Februar 2006 wurde Schallah zusammen mit dem PIJ-Mitglied Abd Al-Aziz Awda vom FBI auf die Liste der meistgesuchten Terroristen („FBI Most Wanted Terrorists“) gesetzt.
Am 6. Juni 2020 starb Schallah nach schwerer Krankheit und zwei Jahren Koma in Beirut, Libanon.